# Quorum (zespół muzyczny)
Quorum – polska supergrupa muzyczna (nazywana też potocznie Grupą gwiazd) działająca na przełomie lat 60. i 70. XX wieku.

## Powstanie i skład grupy
Zespół powstał 1 sierpnia 1969 roku z inicjatywy Juliusza Loranca i Bolesława Krasuskiego. W skład grupy weszli: Sława Mikołajczyk (wokalistka, wcześniej występowała w zespole Izomorf 67), Aleksandra Naumik (śpiew), Bożena Wrona (śpiew), Zbigniew Frankowski (gitara, śpiew; wcześniej współtworzył zespół Vox Gentis), Wiesław Bernolak (gitara basowa, eks – Czerwono-Czarni i Polanie), Juliusz Loranc (instrumenty klawiszowe) i Aleksander Bem (perkusja). Po kilku tygodniach odszedł Wiesław Bernolak, którego najpierw zastąpił Zbigniew Bernolak (eks – Grupa ABC), a następnie Józef Sikorski.

## Kariera zespołu
Quorum zadebiutowało występem w programie TV Kariera. Później w radiu swoją premierę miała kompozycja Aleksandra Bema do słów Leszka Moczulskiego pt. Tylko w snach. W listopadzie 1969 roku dołączył Aleksander Nowacki (Nastolatki). Również w listopadzie tegoż roku zespół wystąpił obok brytyjskiej grupy The Tremeloes i Grupy ABC Andrzeja Nebeskiego – podczas wspólnych koncertów w Warszawie. Pod koniec roku 1969 Aleksandra Naumik wyjechała do Norwegii, a jej miejsce zajęła Aleksandra Herman.
Quorum uczestniczyło w nagraniu albumu Kwiat jednej nocy Alibabek, grupy równolegle prowadzonej przez Juliusza Loranca, a także w nagraniu piosenki Górą Górnik Skaldów. W 1970 roku grupa odniosła sukces na VIII Krajowym Festiwalu Piosenki Polskiej w Opolu za sprawą słowno-muzycznego, humorystycznego pastiszu pt. Ach, co to był za ślub! (muz. J. Sikorski, sł. W. Młynarski).
Piosence przyznano Nagrodę Przewodniczącego Komitetu ds. Radia i TV i wkrótce śpiewała ją cała Polska. Na krótko przed tym występem skład zespołu zasiliła Renata Lewandowska (śpiew). W nagraniu radiowym piosenki Ach, co to był za ślub udział wzięli zaproszeni muzycy jazzowi, a byli to: Michał Urbaniak, Janusz Muniak i Jan Ptaszyn Wróblewski. W 1970 roku zespół nagrał muzykę do filmów Dzięcioł (reż. Jerzy Gruza) i Pięć i pół bladego Józka (reż. Henryk Kluba).
Wystąpił także w filmie fabularnym pt. Milion za Laurę (reż. Hieronim Przybył; premiera miała miejsce 8 czerwca 1971 roku) oraz miał wyjechać na trasę koncertową do Kolonii. Do wyjazdu jednak nie doszło, gdyż grupa nie miała przygotowanego repertuaru na wymagane 45 minut występu.
Przez zespół przewinęło się wielu muzyków, a próbą kontynuowania działalności Quorum był późniejszy skład, m.in. z Lewandowską, Marią Głuchowską, Dominikiem Kutą (ex- Czerwone Gitary), Janem Mazurkiem (perkusja) i Jerzym Goleniewskim (gitara basowa). Przez krótki okres Quorum występowało jeszcze z Andrzejem Pawlikiem (gitara basowa, Respekt), zaś koniec zespołu nastąpił wraz z odejściem J. Goleniewskiego i J. Mazurka do Breakoutu. W latach 80. Aleksandra Naumik pod pseudonimem „Alex” kontynuowała solową karierę piosenkarską w Skandynawii.

## Dyskografia

### Czwórki
- 1970: Ach, co to był za ślub (EP, „Muza” – N 0601)

### Nagrania radiowe
1969: Dalekie kraje, Sen ogrodów, Tylko w snach
1970: Ach, co to był za ślub
1970: Ma miła (voc. Z. Frankowski), Pożegnanie statku (W. Kocoń i Alibabki), piosenki z filmu Pięć i pół bladego Józka
1971: The Ziuta Story